# فيدل فيلازكيز سانشيز
فيدل فيلازكيز سانشيز هو نقابي وسياسي مكسيكي، ولد في 12 مايو 1900 في Ciudad Nicolás Romero ‏ في المكسيك، وتوفي في 21 يونيو 1997 في مدينة مكسيكو في المكسيك. نشط حزبياً في حزب العمل الوطني. وقد انتخب عضو مجلس الشيوخ المكسيكي ‏ وانتخب عضو مجلس النواب المكسيك ‏.